# Большие Кипрецы
Большие Кипрецы — деревня в Бабаевском районе Вологодской области.
Входит в состав Санинского сельского поселения, с точки зрения административно-территориального деления — в Санинский сельсовет. До 2003 года входила в Чистиковский сельсовет.
Расстояние до районного центра Бабаево по автодороге — 46 км, до центра муниципального образования деревни Санинская по прямой — 12 км. Ближайшие населённые пункты — Клюшово, Малые Кипрецы, Петрово.
По переписи 2002 года население — 2 человека.